# Leo Deutsch
Lev Grigor'evič Dejč, in russo Лев Григо́рьевич Дейч?, più conosciuto con il nome germanizzato di Leo Deutsch (Tul'čyn, 25 settembre 1855 – Mosca, 5 agosto 1941), è stato un rivoluzionario russo.

## Biografia
Lev Grigorevič Dejč nacque a Tul'čyn, in Podolia, il 25 settembre 1855, figlio di un commerciante ebreo.
Si convertì presto alla causa rivoluzionaria e fu un militante attivo nella parte meridionale dell'Impero zarista, l'odierna Ucraina.
Nel 1875 fu arrestato, ma riuscì a fuggire ed entrò in clandestinità. Negli anni successivi cercò di organizzare una rivolta contadina.
Leo Deutsch entrò nel movimento rivoluzionario Zemlja i Volja (Terra e Libertà), poi, quando questo movimento si scisse, scelse di militare nel gruppo Čërnyj peredel (Spartizione delle terre nere). In questo ambito sostenne una campagna di propaganda socialista fra gli operai e i contadini. 
Nel 1880 Leo Deutsch e altri dirigenti provenienti dalla Spartizione delle terre nere, in particolare Georgij Plechanov, Vera Zasulič e Pavel Aksel'rod, andarono in esilio e fondarono il movimento Emancipazione del lavoro (Освобождение труда, traslitterato Osvoboždenie truda), convertendosi al marxismo e tenendo il congresso fondativo a Ginevra nel 1883.

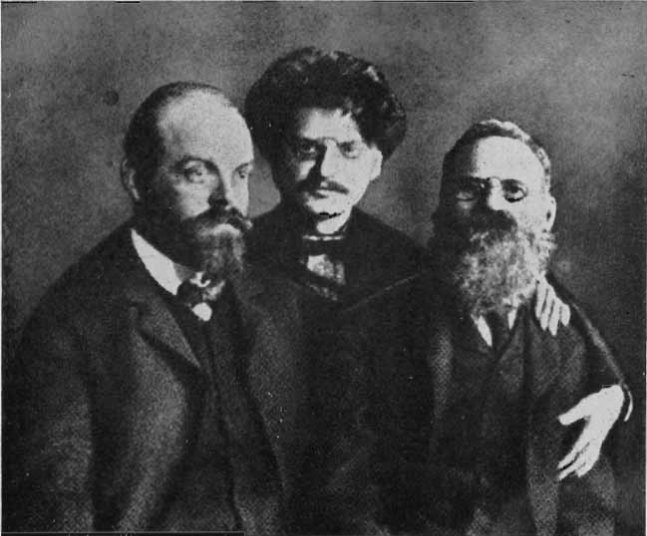
Parvus (a sinistra), Trockij (al centro) e Leo Deutsch (a destra) in prigione nel 1906

Leo Deutsch fu arrestato in Germania nel 1884 ed estradato in Russia, dove fu giudicato per un'azione terroristica che aveva commesso nel 1876. Riconosciuto colpevole, fu condannato a tredici anni di lavori forzati in Siberia. Deutsch, tuttavia, riuscì ad evadere nel 1901 e ad andare in esilio a Ginevra, poi visse in Francia. In questo periodo divenne un attivista del Partito Operaio Socialdemocratico Russo e al Secondo Congresso del Partito si schierò con l'ala menscevica: in particolare condivideva le idee di Trockij, di cui pubblicò alcuni testi quando era a New York all'indirizzo dei "compagni" americani. Deutsch divenne un grande ammiratore di Trockij, al quale non si riferiva mai per nome, ma solo con gli epiteti "giovane" o "nostro Benjamin". Convinse gli editori di Iskra a permettere a Trockij di restare in Europa, invece che ricevere incarichi illegali in Russia, con il rischio elevato di essere arrestato. Nelle sue memorie, Trockij ricordò che Deutsch "lo trattò molto gentilmente" e "si espose per lui" e come fossero legati da profonda amicizia ma precisò di "non essere mai stato politicamente influenzato da lui".
Durante la Rivoluzione del 1905 Deutsch tornò in Russia, ma fu arrestato e incarcerato. Tuttavia, mentre veniva tradotto al confino in Siberia, il gruppo dei condannati, fra cui c'erano anche Trockij e Parvus, riuscì a far ubriacare i gendarmi e a fuggire avventurosamente. Deutsch riuscì a raggiungere Londra, dove visse per alcuni anni.
Dall'ottobre 1915 al settembre 1916 Deutsch pubblicò una rivista mensile a New York intitolata Svobodnoe Slovo ("Mondo libero").
Nel 1917 Leo Deutsch rientrò in Russia e raggiunse Pietrogrado per partecipare alla Rivoluzione d'ottobre. 
In quella città entrò nella redazione della rivista Edinstvo ("Unità"), diretta da Plechanov. 
Scriverà in seguito le proprie memorie e inoltre raccolse in un volume alcuni documenti relativi al gruppo Emancipazione del lavoro. 
Leo Deutsch morì a Mosca il 5 agosto 1941.